# 다나카 유스케 (1986년 2월)
다나카 유스케(일본어: 田中 佑昌, 1986년 2월 3일 ~ )는 일본의 축구 선수이다.

## 구단 경력
그는 2004년부터 2021년까지 J리그의 아비스파 후쿠오카, 제프 유나이티드 지바, 방포레 고후, 카탈레 도야마에서 활동하였다.